# Perga

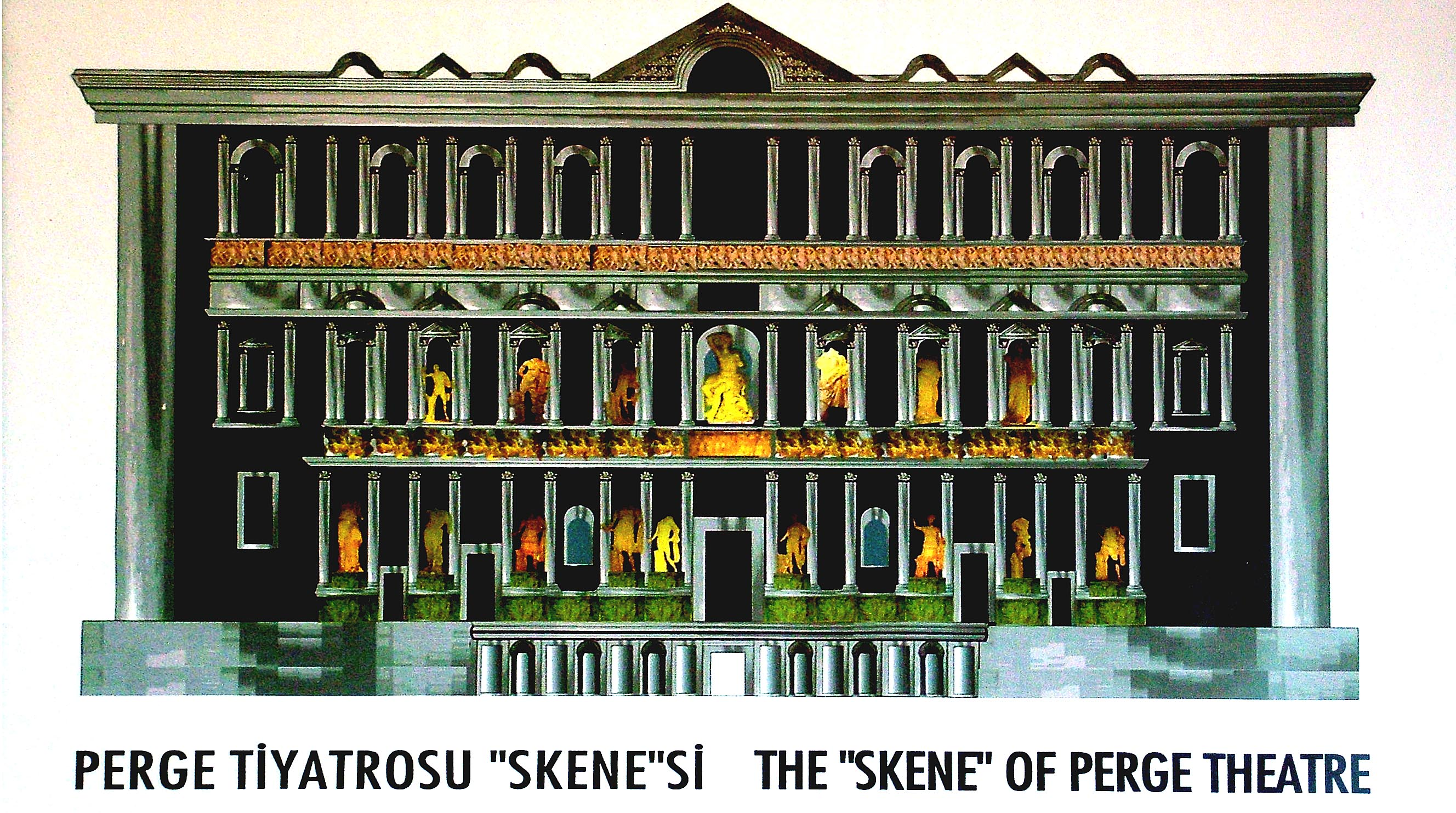
Az ókori színház szkénéje (Antalya Múz.)

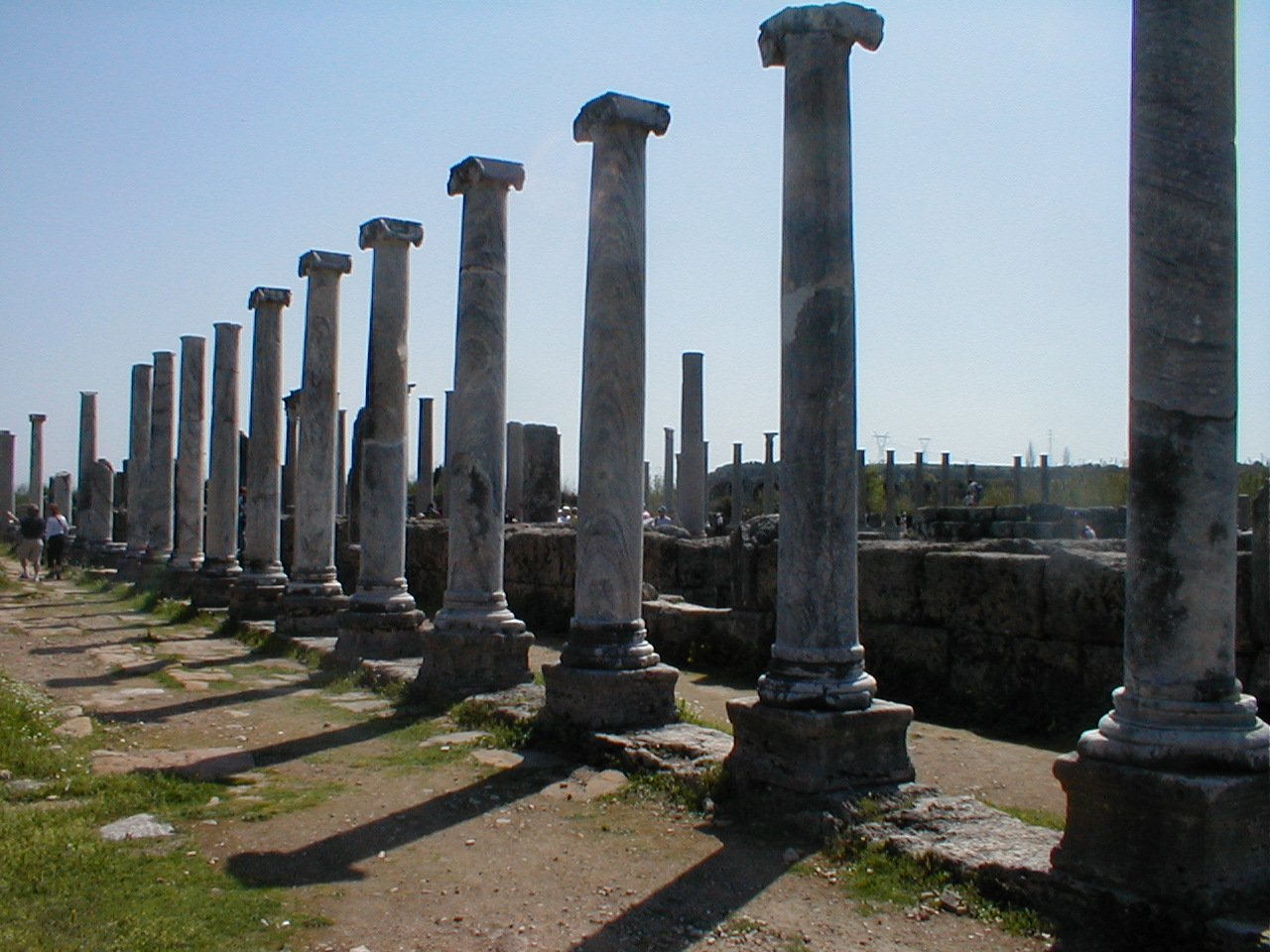
Perga

Perga ősi város, a valamikori Pamphülia régió központja, ma romváros Törökország délnyugati partvidékén, Antalya tartományban. Mai neve Perge, legkorábbi említései a hettiták korából származnak, ekkor Parha a neve.
Az i. e. 12. században görög bevándorlók özönlöttek Anatólia északi részéből a Földközi-tenger partvidékére. Sokan közülük a mai Antalya várostól keletre telepedtek le azon a területen, amely ezután Pamphülia ("a törzsek földje") néven vált ismertté. Négy nagy város fejlődött ki a régióban: Perga, Sillyon, Aszpendosz és Side.
Pergát I. e. 1000 körül alapították, majdnem húsz kilométernyire a tengertől, hogy a partokat rettegésben tartó kalózok ne érhessék el.
I. e. 546-ban a perzsák hódították meg a régiót. I. e. 333-ban Nagy Sándor hadseregét fogadta falai közé Perga. Később a Szeleukidák uralma alá került. Ekkor élt Perga legnevesebb fia, a matematikus Apollóniosz (I. e. 262 – I. e. 190), Arkhimédész tanítványa, aki egy nyolc kötetes könyvet írt a síkbeli görbékről, amiben bemutatta, hogy milyen módon lehet egységes keretben tárgyalni az azóta kúpszeleteknek nevezett kört, ellipszist, parabolát és a hiperbolát.
A Római Köztársaság I. e. 188-ban hajtotta uralma alá a területet. A ma is látható romok többsége a római uralom időszakából származik. Róma összeomlása után a várost elhagyták. A szeldzsuk törökök ugyan újra használatba vették, de fokozatosan ismét elhagyottá vált.
Ma régészeti feltárások helyszine és turistacélpont.
Pergát meglátogatta Pál apostol is, Szent Barnabás társaságában – erről az Apostolok cselekedetei (13:13–14) könyv tesz említést a Bibliában – első missziós útjuk során, mielőtt Attalia városba (a mai Antalya) utaztak volna.

## Külső hivatkozások
- Perge kalauz és fotóalbum (angolul)